# Bardsragujn chumb 2006
Soutěžní ročník Bardsragujn chumb 2006 byl 15. ročníkem nejvyšší arménské fotbalové ligy. Soutěž byla započata 14. dubna 2006 a poslední kolo se odehrálo 9. listopadu 2006. Svůj devátý titul vybojoval tým FC Pjunik Jerevan.

## Složení ligy v ročníku 2006
| Klub               | Město   | Stadión                             | Kapacita |
| ------------------ | ------- | ----------------------------------- | -------- |
| FC Ararat Jerevan  | Jerevan | Stadion Hrazdan                     | 53 849   |
| FC Bananc Jerevan  | Jerevan | Stadion Bananc                      | 3 600    |
| Gandzasar Kapan FC | Kapan   | Stadion Lernagorc                   | 3 500    |
| Kilikia FC         | Jerevan | Stadion Hrazdan                     | 53 849   |
| FC Kotajk Abovian  | Abovjan | Stadion Kotajk                      | 5 500    |
| FC MIKA Aštarak    | Jerevan | Stadion Kasachi Marzik              | 3 500    |
| FC Pjunik Jerevan  | Jerevan | Stadion republiky Vazgena Sargsjana | 14 968   |
| FC Širak Gjumri    | Gjumri  | Městský stadion Gjumri              | 2 761    |
| Ulisses Jerevan FC | Jerevan | Stadion republiky Vazgena Sargsjana | 14 968   |

## Tabulka
| Poř. | Tým                | Z  | V  | R | P  | VG | OG | B  |
| ---- | ------------------ | -- | -- | - | -- | -- | -- | -- |
| 1.   | FC Pjunik Jerevan  | 28 | 23 | 4 | 1  | 86 | 23 | 73 |
| 2.   | FC Bananc Jerevan  | 28 | 18 | 3 | 7  | 67 | 26 | 57 |
| 3.   | FC MIKA Aštarak    | 28 | 17 | 6 | 5  | 45 | 21 | 57 |
| 4.   | FC Ararat Jerevan  | 28 | 15 | 4 | 9  | 48 | 35 | 49 |
| 5.   | Gandzasar Kapan FC | 28 | 7  | 3 | 18 | 28 | 60 | 24 |
| 6.   | Kilikia FC         | 28 | 6  | 5 | 17 | 38 | 69 | 23 |
| 7.   | FC Širak Gjumri    | 28 | 4  | 7 | 17 | 21 | 64 | 19 |
| 8.   | Ulisses Jerevan FC | 28 | 5  | 2 | 21 | 31 | 66 | 17 |
| 9.   | FC Kotajk Abovian  | 0  | 0  | 0 | 0  | 0  | 0  | 0  |

|  | Mistr ligy                                           |
|  | Klub se odhlásil ze soutěže těsně před začátkem ligy |
|  | Zápas o udržení                                      |

### Zápas o udržení
| Datum             | Stadion | 8. místo v Bardsragujn chumb | Výsledek | 5. místo v Aradżin chumb | Poznámka                             |
| ----------------- | ------- | ---------------------------- | -------- | ------------------------ | ------------------------------------ |
| 18. listopad 2006 | neznámo | Ulisses Jerevan              | 4 : 2    | Dinamo Jerevan           | Ulisses se udržel v nejvyšší soutěži |

## Vítěz
| Bardsragujn chumb 2006 FC Pjunik Jerevan (9. titul) |